# Enrique Echeverría
Enrique Echeverría Vázquez (1923–1972) fue un pintor mexicano, formó parte de la Generación de la Ruptura y fue primer miembro del Salón de la Plástica Mexicana. Fue uno de los numerosos pintores que se separaron del arte figurativo establecido en México a mediados del siglo XX para experimentar con el arte abstracto y otros movimientos modernos de la pintura en Europa. Aunque su carrera fue seguida por otros artistas y críticos, él murió en los años 1970's cuándo los pintores de su generación apenas comenzaban a recibir un amplio reconocimiento por su trabajo. Aún mereciendo 2 exposiciones importantes en el Palacio de Bellas Artes en la Ciudad de México, una justo después de su muerte y una retrospectiva treinta años después en 2003, él y su trabajo no son bien conocidos entre los pintores mexicanos más jóvenes.

## Vida
Echeverría Vázquez nació en la Ciudad de México el 14 de julio del año 1923. Su padre fue Martín Echeverría de Navarre, España y su madre Florentina Vázquez de Apizaco, Tlaxcala, México. Inició diseñando vitrinas para una farmacia, mientras estudiaba Ingeniería Aeroespacial en el Instituto Politécnico Nacional. Sin embargo dejó la escuela para seguir su carrera en el arte. Ingresó a la Escuela Nacional de Pintura, Escultura y Grabado "La Esmeralda"  para iniciar sus estudios en pintura así como la Escuela Superior de Ingeniería y Arquitectura donde estudió topología e hidrología. Paul Westheim escribió que sus estudios interdisciplinarios eran la causa de su falta de satisfacción cuando solo lo ve desde un punto de vista. Pensaba que cualquier solución era solo un paso en el camino al resultado final. Estudió más adelante con el español Arturo Souto donde pasó diez años experimentando varios géneros de pintura bajo su tutela.
Después de una exhibición individual en la Galería de Arte Mexicano y en diferentes galerías europeas es diagnosticado con un problema renal del cual muere meses después el 25 de noviembre de 1972.

## Logros
A sus 21 años comienza a tomar cursos de pintura en la Escuela Nacional de Pintura y Escultura, “La Esmeralda”. Años más tarde junto con sus colegas Héctor Xavier y Alberto Gironella, la Galería Prisse con la que obtuvo su primera beca  Instituto de Cultura Hispánica para realizar estudios de pintura en España.
A lo largo de su vida obtuvo becas importantes como las de Fundación John Simon Guggenheim , vivió en diferentes lugares del mundo y tuvo diversas oportunidades de exponer sus obras de manera individual.
Obtuvo premios como Premio de Adquisición y el Salón del Paisaje.
Durante sus 40´s llega con una técnica novedosa a la que le llama acetografía.

## Carrera profesional
La carrera de Enrique Echeverría fue muy prolongada, pues duro desde 1940 hasta su muerte en 1972. Durante su carrera, tuvo más de 25 exposiciones individuales en lugares como: México, Estados Unidos y Europa. La primera de ellas fue en la Galería Proteo (México), en 1954. Posteriormente, otras exhibiciones tuvieron lugar en Pan American Union Building en Washington (1955), en la Main Street Gallery de Chicago (1957) y la Vielle Galerie en Bruselas (1958). En 1964, tuvo la oportunidad de exhibir sus obras en la Galería de Arte Mexicano, la cual fue de gran importancia, pues con dicha exposición, se pudo colocar como un gran pintor de gran relevancia en México. También participó en otras exhibiciones colectivas en lugares como: Francia, Colombia y Brasil. En 1961 participó en otros eventos en Tokio y São Paulo (regreso a esta ciudad en 1962).
Durante la mayor parte de su carrera, los pintores asociados con el movimiento Generación de la Ruptura, a la cual él también se le asociaba, se les prohibió exhibir su trabajo en muchas de las instituciones patrocinadas por el estado como el Palacio de Bellas Artes (Ciudad de México). Debido a esto, muchos jóvenes artistas del momento, decidieron establecer la Gloria Prisse en 1952. Echeverría, junto con otros contemporáneos como Vladímir Kibálchich Rusakov, Alberto Gironella, Josep Bartolí, Héctor Xavier y José Luis Cuevas, se dieron la tarea de romper con las reglas estéticas, establecidas por la Escuela Mexicana de Pintura, que manejaban el mercado artístico en México.
Echeverría fue la persona detrás de las ilustraciones del libro " El perro y la sombra" de Augusto Roa Bastos.
Durante los años 50 se disputaba oposición entre la pintura figurativa (realista) y la abstracta. La pintura realista o figurativa estaba asociada a los muralistas, la escuela mexicana, y descalificaba los intentos abstraccionistas de los jóvenes que posteriormente se convertirían en los exponentes de la generación de la ruptura a la cual pertenecía Echeverría.
Sus principales críticos calificaban las obras de Echeverría como pinturas inseguras y vacilantes, lo catalogaban como lo que Ortega y Gasset llamaran en la deshumanización del arte "las convicciones más arraigadas, las más sospechosas."
Propone la creación de la Unión de Pintores, Escultores y Grabadores de México.
Echeverría recibió el reconocimiento Guggenheim Fellowship en 1957.
Echeverría estuvo como profesor invitado en Notre Dame University, Indiana en 1966. Más tarde fue profesor en la Universidad Nacional Autónoma de México en 1972 donde experimenta y enseña la técnica de acetografía.
El Salón de la Plástica Mexicana le brindó un reconocimiento al integrarlo en el mismo en 1954, así como también un reconocimiento denominado como "Oc" al ser ganador de su "Acquizition Prize" en 1968. Sin embargo, Echeverría murió en una época en donde aquellos artistas pertenecientes a la llamada Generación de la Ruptura, comenzaban a recibir el debido reconocimiento. En 1973, poco después de su muerte, el Palacio de Bellas Artes (Ciudad de México) montó una exhibición en honor a Echeverría, de la cual realizó una retrospectiva treinta años después en 2003.